# Chlorovodík
Chlorovodík (HCl, systematický název chloran) je sloučenina chloru a vodíku. S vodou tvoří roztok nazývaný kyselina chlorovodíková. Za běžných podmínek se jedná o bezbarvý plyn, který při kontaktu se vzdušnou vlhkostí tvoří bílý aerosol kyseliny chlorovodíkové. Chlorovodík a kyselina chlorovodíková jsou průmyslově významné látky.

## Výroba
V laboratoři se připravuje reakcí kyseliny sírové s chloridem sodným (kuchyňskou solí).
2 NaCl + H2SO4 → Na2SO4 + 2 HCl
Průmyslově se vyrábí buď reakcí chloru s vodíkem (obvykle současně s elektrolýzou solanky) a dále je též odpadním produktem chlorace uhlovodíků.
H2 + Cl2 → 2 HCl

## Nebezpečí
Při vdechování do plic i při jiném kontaktu s kapalnou vodou se v ní velmi rychle rozpouští. Vodný roztok chlorovodíku, tj. kyselina chlorovodíková (též solná, zast.), je silnou minerální kyselinou. I plynný chlorovodík tvoří se vzdušnou vlhkostí vysoce žíravý a extrémně korozivní aerosol (mikrokapky) kyseliny chlorovodíkové. Tento aerosol je poměrně stabilní a jen pomalu se sráží. Jeho agresivita k živým tkáním i jeho korozní potenciál významně závisí na obsahu vlhkosti a teplotě.